# Solanum campanuliflorum
Solanum campanuliflorum är en potatisväxtart som beskrevs av Charles Henry Wright. Solanum campanuliflorum ingår i släktet skattor som ingår i familjen potatisväxter. Inga underarter finns listade i Catalogue of Life.